# Anime no Tomodachi
Der Anime no Tomodachi e. V. (kurz: AnT, dt. „Freunde des Anime“) ist der älteste überregionale, noch existierende Manga- und Anime-Verein Deutschlands. Er wurde am 6. September 1997 gegründet und hat derzeit ca. 400 Mitglieder. Seit 2005 ist der AnT im Vereinsregister eingetragen, Sitz des Vereins ist Hannover.
In seiner Bestimmung, die japanische Populärkultur in Deutschland bekannter zu machen gab der Verein ein Fanzine, die FUNime, heraus, veranstaltet die seit 1999 jährlich an wechselnden Orten stattfindende Anime-Convention Anime Marathon mit einem 48h-Nonstop-Programm, die sich vor allem an das reifere Fanpublikum richtet.
Außerdem betreibt der Verein eine Webseite mit Blog, Forum und weiteren Informationen zu Anime- und Manga-Veröffentlichungen in Deutschland und aktuellen Ereignissen aus diesem Bereich. Außerdem ist der Verein in verschiedenen sozialen Medien Facebook, Twitter, Instagram, Youtube aktiv. Weiterhin förderte der AnT das Aniki, ein Wiki zu den Themen Anime und Manga.

## Anime Marathon
Ursprünglich war der „Anime Marathon“ als Hauptversammlung des Anime no Tomodachi angedacht. Im Laufe der Zeit entwickelte sich aber ein so umfangreiches Rahmenprogramm, dass der Marathon von der Hauptveranstaltung ausgegliedert wurde.
Der Namenszusatz „Marathon“ rührt daher, dass von Freitag bis Sonntag ein durchgängiges 24-Stunden-Videoprogramm angeboten wird.
Bisher fand der Anime Marathon an folgenden Orten statt:
- Anime Marathon 1999 (26. bis 28. März in Königs Wusterhausen)
- Anime Marathon 2000 (14. bis 16. April in Neuss)
- Anime Marathon 2001 (7. bis 9. April in Stuttgart)
- Anime Marathon 2002 (22. bis 24. April in Hamburg)
- Anime Marathon 2003 (11. bis 13. April in Neuss)
- Anime Marathon 2004 (2. bis 4. April in Brehna)
- Anime Marathon 2005 (22. bis 24. April in Goslar-Hahnenklee)
- Anime Marathon 2006 (28. bis 30. April in Brehna)
- Anime Marathon 2007 (27. bis 29. April in Erkner)
- Anime Marathon 2008 (9. bis 11. Mai in Burgstädt)
- Anime Marathon 2009 (17. bis 19. April in Königslutter am Elm)
- Anime Marathon 2010 (23. bis 25. April in Brehna)
- Anime Marathon 2011 (15. bis 17. April in Bad Oldesloe)
- Anime Marathon 2012 (20. bis 22. April in Königslutter)
- Anime Marathon 2013 (26. bis 28. April in Burgstädt)
- Anime Marathon 2014 (2. bis 4. Mai in Königslutter)
- Anime Marathon 2015 (1. bis 3. Mai in Königslutter)
- Anime Marathon 2016 (25. bis 27. März in Königslutter)
- Anime Marathon 2017 (28. bis 30. April in Königslutter)
- Anime Marathon 2018 (4. bis 6. Mai in Königslutter)
- Anime Marathon 2019 (12. bis 14. April in Königslutter)
- Anime Marathon 2022 (10. bis 12. Juni in Königslutter)
- Anime Marathon 2023 (2. bis 4. Juni in Königslutter)
- Anime.Marathon 2024 (14. bis 16. Juni in Königslutter)